# 韦尔尼
韦尔尼（法語：Verny，法語發音：[vɛʁni]）是法国摩泽尔省的一个市镇，属于梅斯区。

## 地理
韦尔尼（49°0'26"N, 6°12'12"E）面积3.9 平方千米，位于法国大東部大區摩泽尔省，该省份为法国东北部内陆省份，是洛林的一部分，西南接默尔特-摩泽尔省，东临下莱茵省，北与卢森堡和德国接壤。
与韦尔尼接壤的市镇（或旧市镇、城区）包括：塞耶河畔宽、屈夫里、弗勒里、古万、波梅里约、普尔努瓦拉格拉斯。

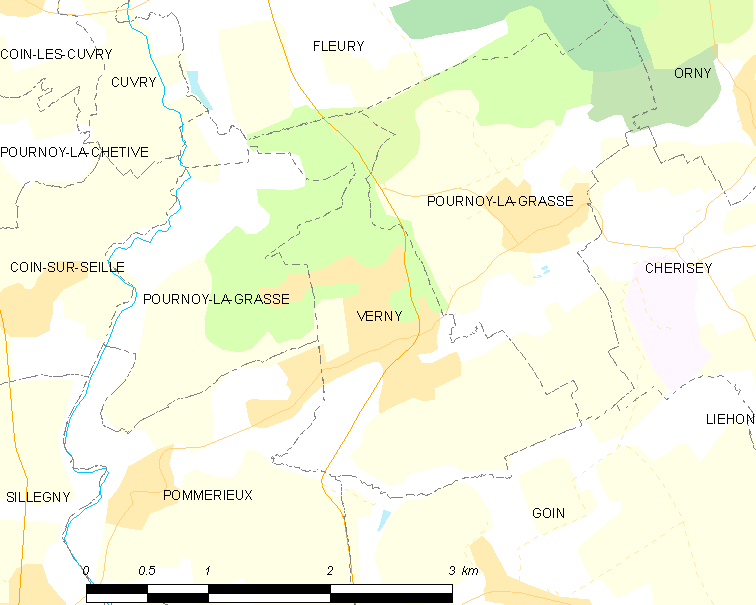
韦尔尼的OSM定位图

韦尔尼的时区为UTC+01:00、UTC+02:00（夏令时）。

## 行政
韦尔尼的邮政编码为57420，INSEE市镇编码为57708。

## 政治
韦尔尼所属的省级选区为福尔克蒙县。

## 人口

1962-2008年间韦尔尼人口变化图示

韦尔尼于2022年1月1日时的人口数量为2056人。